# Comissão de Desenvolvimento do Delta do Níger
A Comissão de Desenvolvimento do Delta do Níger é uma Agência do governo Federal estabelecido pelo presidente da Nigéria, Olusegun Obasanjo nos anos  2000 com o único mandato de desenvolver a região rica em petróleo Delta do Níger do sul da Nigéria.
Em setembro de 2008, Presidente Umaru Yar'Adua anunciou a formação de um Ministério do Delta do Níger, com a Comissão de Desenvolvimento do Delta do Níger para se tornar uma paraestatal sob o ministério.
| Chairman                       | Estado    | Termo de Serviço                              |
| ------------------------------ | --------- | --------------------------------------------- |
| Onyema Ugochukwu               | Abia      | 2000 - 2005                                   |
| Samuel Edem                    | Akwa Ibom | 2005 - 2009                                   |
| Air Vice Marshal Larry Koinyan | Bayelsa   | 2009 - Presente. Linha direta: +2348059020663 |

Fontes
- NDDC: When ambitions flow like rivers
- Alaibe, New NDDC Boss, Sets Targets
- Senator Ararume Lauds NDDC
- NDDC is reconstructing the destruction of 50 years
- Boost for Nigeria Delta